# Guvid străveziu
Guvidul străveziu sau guvidul de sticlă (Aphia minuta) este un pește mic marin, din familia gobiide, care trăiește în larg, în cârduri mari, ducând o viață pelagică. Preferă tufele de Zostera de pe lângă țărm. Evită apa dulce și nu intră în limanuri. Este răspândit în Oceanul Atlantic  (de la Bergen spre sud, până în Maroc), inclusiv Marea Baltică, Marea Mediterană, Marea Adriatică, Marea Neagră și Marea de Azov. În România, a fost semnalată la Agigea.